# Mrs. John Wood
Matilda Charlotte Vining (Liverpool, Inglaterra, 6 de noviembre de 1831 - Birchington-on-Sea, Inglaterra, 11 de enero de 1915), conocida artísticamente como Mrs. John Wood, fue una actriz y directora de teatro británica.

## Biografía
Hija de Henry Vining, nació el 6 de noviembre de 1833 en Liverpool (Inglaterra) y apareció por primera vez en los escenarios en Brighton con tan solo ocho años. Durante esta etapa, interpretó varios papeles principales en comedias del Teatro Real de Mánchester y en 1852 apareció allí como Ofelia en la obra de William Shakespeare, Hamlet. Después de casarse, ella y su marido se traslaron a Estados Unidos y más concretamente a Boston (Massachusetts), donde en 1854 actuó en la obra The Loan of a Lover del Boston Theatre y se convirtió en actriz regular de su compañía. En 1857 se mudó a San Francisco (California), donde se convirtió en una estrella, y en 1863 inauguró de su propio teatro, el Olímpico, en la ciudad de Nueva York. No obstante, regresó a Inglaterra tres años después y desde entonces y hasta su retiro de los escenarios, se situó en la primera fila de las mejores actrices de comedia. La época en la que dirigió el Royal Court Theatre, entre 1883 y 1891, vio la producción de muchas de las mejores comedias de Arthur Wing Pinero. Después acaparó la mayor parte de los personajes de edad avanzada en los melodramas de Teatro Drury Lane, siendo su última aparición en 1905 y en The Prodigal Son, de Hall Caine. Murió el 11 de enero de 1915 en Birchington-on-Sea (Inglaterra).